# Gazzaniga (azienda)

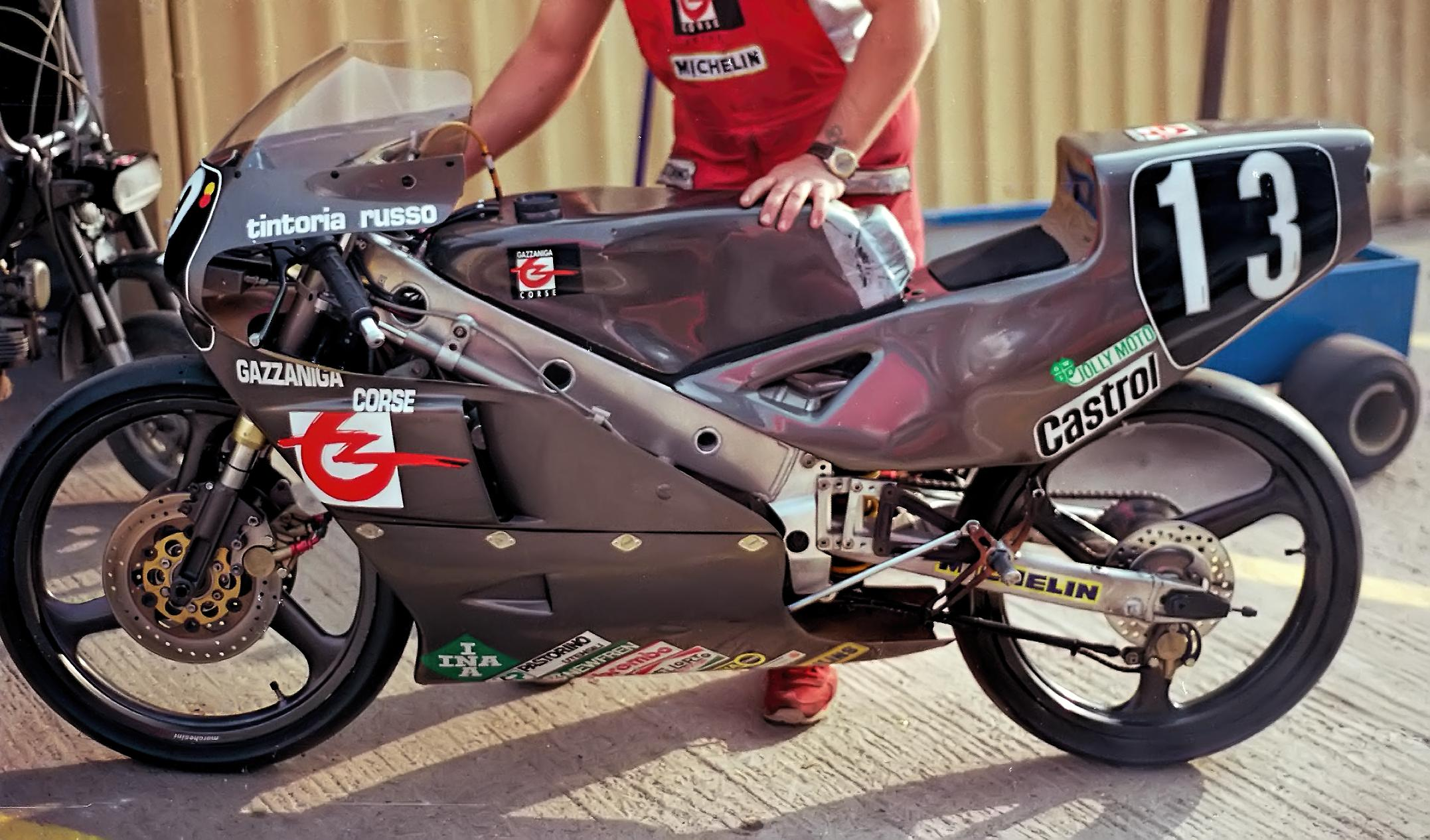
La Gazzaniga 125 guidata da Corrado Catalano nel 1989.

La Gazzaniga è un'azienda italiana con sede a Castano Primo, che ha partecipato ad alcune edizioni del Motomondiale, con moto costruite in proprio.
Nella classe 125 la Gazzaniga ha preso parte alle competizioni dal 1988 al 1993, con i piloti Domenico Brigaglia, Maurizio Vitali, Corrado Catalano, Giovanni Palmieri e Lucio Cecchinello; la miglior annata è stata l'88, con Brigaglia che ha centrato il podio nel Gran Premio di Gran Bretagna e si è classificato quinto nella graduatoria finale. Nella ottavo di litro la Gazzaniga ha centrato comunque numerosi piazzamenti a punti.
Nella classe 250 la Gazzaniga ha partecipato alle sole stagioni 1987 e '88, non andando oltre il 26º posto di Vitali nella classifica finale nell'88.